# Andreas Fontana

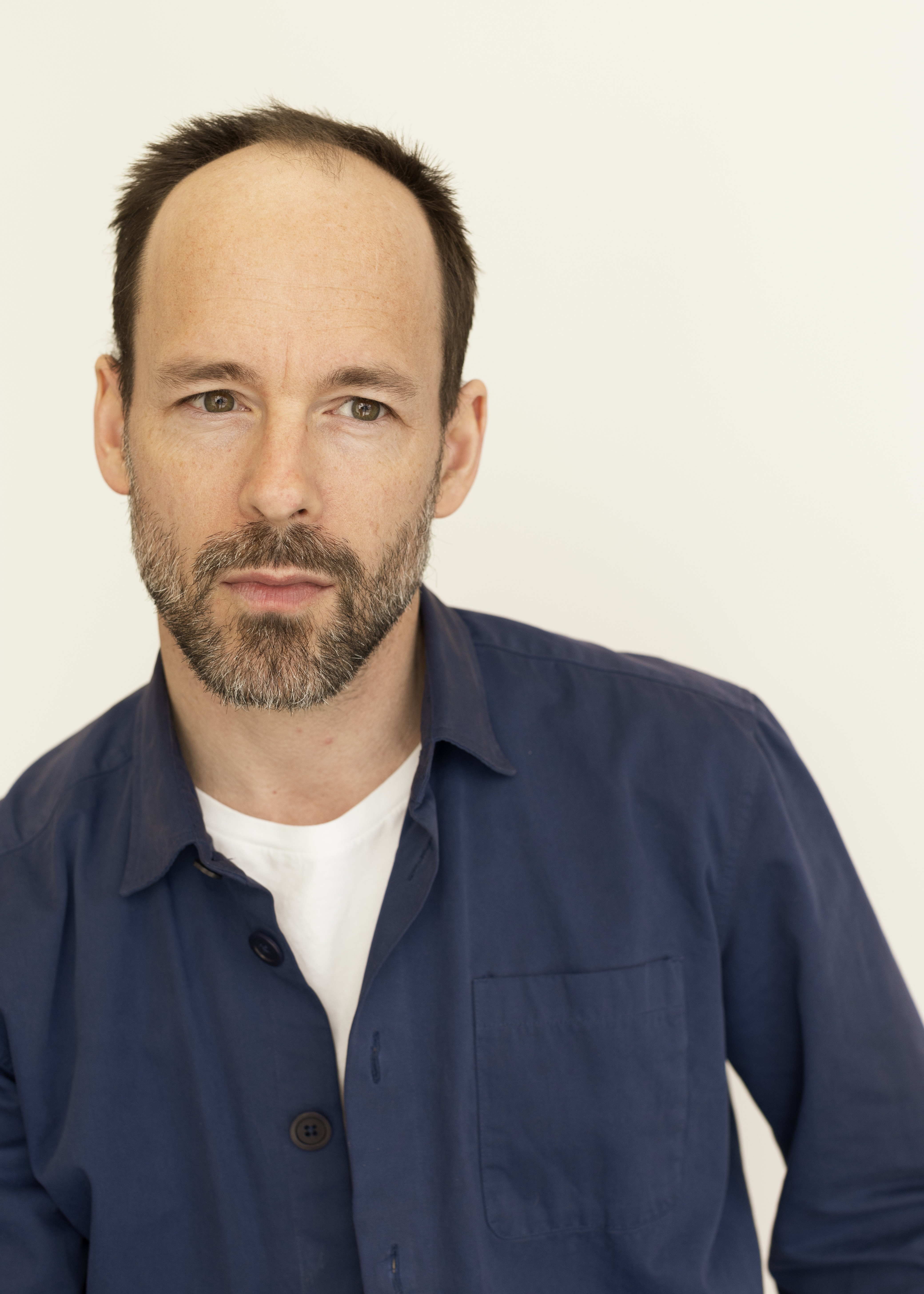
Andreas Fontana (2023)

Andreas Fontana (* 1982 in Genf) ist ein Schweizer Filmregisseur und Drehbuchautor.

## Leben
Andreas Fontana wurde 1982 in Genf geboren. Sein Studium in Vergleichender Literaturwissenschaft an der Universität Genf schloss er 2007 ab.
Sein Dokumentarkurzfilm Pedro M, 1981 wurde im April 2015 in der Schweiz gezeigt und im Rahmen des Schweizer Filmpreises als bester Kurzfilm nominiert. Sein Film Azor wurde im Juni 2021 beim Berlinale Summer Special vorgestellt. Darin reist ein Privatbankier aus Genf nach Argentinien während der dort herrschenden Diktatur, um seinen Partner zu ersetzen, der über Nacht verschwunden ist.

## Auszeichnungen
San Sebastián International Film Festival
- 2021: Nominierung für den Horizons Award (Azor)[3]

Schweizer Filmpreis
- 2016: Nominierung als Bester Kurzfilm (Pedro M, 1981)
- 2022: Nominierung als Bester Spielfilm (Azor)
- 2022: Nominierung für das Beste Drehbuch (Azor)